# هیوایهوا
هیوایهوا (به لاتین: Huaihua) یک شهر مرکزی در جمهوری خلق چین است که در هونان واقع شده‌است. هیوایهوا ۲۷٬۶۰۰ کیلومتر مربع مساحت و ۵٬۰۰۰٬۰۰۰ نفر جمعیت دارد.